# Henrik Braad
Christoffer Henrik Braad, född 30 maj 1728 i Stockholm, död 11 oktober 1781, var en svensk ostindiefarare.
Braad föddes i Stockholm som son till handelsmannen Paul (eller Poul) Christoffer Braad (från Jylland i Danmark) och hans hustru Gertrud Planström (från Torneå). Mot föräldrarnas önskan, som ville att han skulle bli tjänsteman, ingick Braad i Ostindiska kompaniets tjänst och gjorde fyra resor till Kina 1748-49, 1750-52, 1753 och 1760-62, under vilka resor han länge vistades Ostindien. Från båda sina första resor utgav han vid hemkomsten beskrivningar. 1754-58 företog han en resa genom Bengalen och besökte Ceylon, Malabarkusten och Södra Arabien för att utforska handelsförhållandena. Braad var också under sin fjärde kinaresa engagerad i företaget att i Surat på Malabarkusten upprätta en station för ett svenskt handelsfaktori, men företaget misslyckade på grund av motstånd från engelsk sida.
När Braad hemkommit från sin fjärde resa, avslog han ett anbud om att bli direktör i Ostindiska kompaniet, och inköpte i stället en lantegendom i närheten av Norrköping och sysselsatte sig under resten av livet med litterära forskningar och studier. Braads bibliografiska anteckningar, Ostrogothia Literata, av honom själv nedskrivna och ordnade i fem tjocka band, förvaras på Linköpings stifts- och landsbibliotek. Från sina två första resor han efterlämnat 17 volymer anteckningar om sina reserön som idag finns på Uppsala universitetsbibliotek.
Braad gifte sig tre gånger (hans två första hustrur dog) inklusive Vilhelmina, dotter till Abraham Hülphers den äldre. Braad fick fyra barn.